# Waleska Amaya
Waleska Amaya (sinh ngày 2 tháng 4 năm 1986) là một cầu thủ bóng đá người Honduras hiện đang chơi ở vị trí tiền vệ.

## Sự nghiệp
Amaya chơi bóng đá cho trường đại học ở giải bóng đá nữ địa phương của San Pedro Sula.
Amaya là một thành viên của đội tuyển bóng đá quốc gia nữ Honduras. Cô đã ghi một bàn thắng trong trận đấu vòng loại FIFA World Cup 2015 với đội tuyển Mexico.